# Zetorchestes novaguineanus
Zetorchestes novaguineanus är en kvalsterart som beskrevs av Krisper 1987. Zetorchestes novaguineanus ingår i släktet Zetorchestes och familjen Zetorchestidae. Inga underarter finns listade i Catalogue of Life.